# 光子時期
光子時期是物理宇宙學在宇宙演化早期的一個時期，這時是由光子這種能量主導着宇宙。光子時期開始於輕子和反輕子湮滅的輕子時期之後，大約是大爆炸之後的10秒鐘。原子核在光子時期開始的幾分鐘經由太初核合成的程序產生，而在光子時期的其餘期間內，宇宙包含了由原子核、電子和光子組成熱且濃密的電漿。大約在大爆炸之後的38萬年，宇宙的溫度下降至原子核可以和電子結合在一起，創造出中性的原子。這樣的結果使得光子不再和物質頻繁的交互作用，宇宙開始變得透明，同時產生現今觀察到的宇宙微波背景輻射。